# Lista tomów serii Fairy Tail
Ten artykuł zawiera listę tomów serii Fairy Tail autorstwa Hiro Mashimy, ukazywanej w magazynie „Shūkan Shōnen Magazine” wydawnictwa Kōdansha od 2 sierpnia 2006 do 26 lipca 2017. Razem opublikowano 545 rozdziałów, które później zostały skompilowane do 63 tankōbonów, wydawanych od 15 grudnia 2006 do 26 grudnia 2017.
W Polsce seria ukazuje się nakładem wydawnictwa Studio JG, pierwszy tom został zaś wydany 8 kwietnia 2016.
| Nr | Język japoński       | Język japoński         | Język polski         | Język polski           |
| Nr | Data wydania         | ISBN                   | Data wydania         | ISBN                   |
| --- | -------------------- | ---------------------- | -------------------- | ---------------------- |
| 1 | 15 grudnia 2006      | ISBN 978-4-06-363771-7 | 8 kwietnia 2016      | ISBN 978-83-8001-118-2 |
| Lista rozdziałów - 001. Fairy Tail (jap. 妖精の尻尾 Fearī Teiru) - 002. Wejście mistrza! (jap. 総長あらわる! Masutā arawaru!) - 003. Smok, małpa i krowa (jap. 火竜と猿と牛 Karyū to saru to ushi) - 004. Gwiezdny duch z małego psa (jap. 子犬座の星霊 Koinuza no seirei) |                      |                        |                      |                        |
| 2 | 17 stycznia 2007     | ISBN 978-4-06-363782-3 | 22 maja 2016         | ISBN 978-83-8001-133-5 |
| Lista rozdziałów - 005. Daybreak (jap. DAY BREAK Hi no de) - 006. Infiltracja rezydencji Everlue! (jap. 潜入せよ!! エバルー屋敷!! Sennyūse yo!! Ebarū yashiki!!) - 007. Słaby punkt magów (jap. 魔導士の弱点 Madōshi no jakuten) - 008. Lucy vs. diuk Everlue (jap. ルーシィ vs. エバルー公爵 Rūshii vs. Ebarū kōshaku) - 009. Dear Kaby (jap. DEAR KABY Shin’ai naru kābii e) - 010. Mag w zbroi (jap. 鎧の魔道士 Yoroi no madōshi) - 011. Natsu w pociągu (jap. その列車はナツを乗せていく Sono ressha wa Natsu o nosete iku) - 012. Przeklęta pieśń (jap. 呪歌 Juka) - 013. Bóg śmierci śmieje się dwa razy (jap. 死神は二度笑う Shinigami wa nido warau)                             |                      |                        |                      |                        |
| 3 | 16 marca 2007        | ISBN 978-4-06-363810-3 | 7 lipca 2016         | ISBN 978-83-8001-142-7 |
| Lista rozdziałów - 014. Titania (jap. 妖精女王 Titānia) - 015. Wróżki na wietrze (jap. 妖精たちは風の中 Yōsei-tachi wa kaze no naka) - 016. Łapać Kageyamę! (jap. カゲヤマを捕まえろ!! Kageyama o tsukamaero!!) - 017. Magia panny (jap. 乙女の魔法 Otome no mahō) - 018. Płomień i wiatr (jap. 炎と風 Honō to kaze) - 019. Nie wygrasz, Natsu (jap. 無理、ナツじゃ勝てないよ｡ Muri, Natsu ja katenai yo.) - 020. Aby żyć ze wszystkich sił (jap. 強く生きる為に Tsuyoku ikiru tame ni) - 021. Najpotężniejsza drużyna!!! (jap. 最強チーム!!! Saikyō chīmu!!!) - 022. Natsu vs. Erza (jap. ナツ vs. エルザ Natsu vs. Eruza)                                                              |                      |                        |                      |                        |
| 4 | 17 maja 2007         | ISBN 978-4-06-363832-5 | 7 września 2016      | ISBN 978-83-8001-154-0 |
| Lista rozdziałów - 023. Zbrodnia i kara (jap. 罪と罰 Tsumi to batsu) - 024. Piętro (jap. 2階 Ni-kai) - 025. Przeklęta wyspa (jap. 呪われた島 Norowareta shima) - 026. Księżyc na niebie (jap. 月は出ているか Tsuki wa dete iru ka) - 027. Deliora (jap. デリオラ Deriora) - 028. Księżycowa kropla (jap. 月の雫 Mūn dorippu) - 029. Gray i Lyon (jap. グレイとリオン Gurei to Rion) - 030. Marzenie do spełnienia (jap. 夢の続き Yume no tsuzuki) |                      |                        |                      |                        |
| 5 | 17 lipca 2007        | ISBN 978-4-06-363857-8 | 20 października 2016 | ISBN 978-83-8001-167-0 |
| Lista rozdziałów - 031. Gryząca galareta grozy (jap. 恐怖の毒毒ゼリー Kyōfu no dokudoku zerī) - 032. Natsu vs. Yuka władca fal (jap. ナツ vs. 波動のユウカ Natsu vs. hadō no Yūka) - 033. Zamknijcie się, wrota byka! (jap. 閉じろ? 金牛宮の扉 Tojiro? Kingyūkyū no tobira) - 034. Miecz sprawiedliwości (jap. 裁きの剣 Sabaki no ken) - 035. Rób, co chcesz! (jap. 勝手にしやがれ!! Katte ni shiyagare!!) - 036. Ur (jap. ウル Uru) - 037. Niebieski ptak (jap. 青い鳥 Aoi tori) - 038. Wieczna magia (jap. 永遠の魔法 Eien no mahō) - 039. Smutna prawda niczym ostrze skute lodem (jap. 真実は悲しき氷の刃 Shinjitsu wa kanashiki kōri no yaiba)                                      |                      |                        |                      |                        |
| 6 | 14 września 2007     | ISBN 978-4-06-363890-5 | 7 grudnia 2016       | ISBN 978-83-8001-172-4 |
| Lista rozdziałów - 040. Wyspa Galuna – ostateczne starcie (jap. ガルナ島 最終決戦 Garuna-tō, saishū kessen) - 041. Ryk demona (jap. 悪魔のおたけび Akuma no otakebi) - 042. Łuk czasu (jap. 時のアーク Toki no āku) - 043. Burst - 044. Tajemnica mieszkańców wioski (jap. 村人の秘密 Murabito no himitsu) - 045. Sięgnąć nieba (jap. 届け あの空に Todoke, Ano sora ni) - 046. Łza (Tear) (jap. 涙) - 047. Phantom Lord (jap. 幽鬼の支配者 Fantomu rōdo) - 048. Prawo człowieka (jap. 人間の法律 Ningen no hōritsu) |                      |                        |                      |                        |
| 7 | 16 listopada 2007    | ISBN 978-4-06-363914-8 | 23 stycznia 2017     | ISBN 978-83-8001-186-1 |
| Lista rozdziałów - 049. Wszystko, co dobre, szybko się kończy (jap. 月ニ叢雲 花ニ風 Tsuki ni murakumo, hana ni kaze) - 050. Lucy Heartfilia (jap. ルーシィ・ハートフィリア Rūshii Hātofiria) - 051. Cień giganta (jap. 巨影 Kyoei) - 052. Piętnaście minut (jap. 15分 Jūgo-fun) - 053. Ognista walka (jap. 激熱の戦い Gekinetsu no tatakai) - 054. Phantom Mk II (jap. ファントムMkII Fantomu māku tsū) - 055. Aby nie widzieć tych łez (jap. その涙を見ない為に Sono namida o minai tame ni) - 056. Kwiaty, które kwitną na deszczu (jap. 雨の中に咲く華 Ame no naka ni saku hana) |                      |                        |                      |                        |
| 8 | 17 stycznia 2008     | ISBN 978-4-06-363940-7 | 15 marca 2017        | ISBN 978-83-8001-195-3 |
| Lista rozdziałów - 057. Deszczowa laleczka (jap. てるてる坊主 Teru teru bōzu) - 058. Zawsze znajdzie się ktoś lepszy (jap. 上には上がいる Ue ni wa ue ga iru) - 059. Inspire - 060. Skrzydła z płomieni (jap. 炎の翼 Honō no tsubasa) - 061. Dwaj zabójcy smoków (jap. 二人の滅竜魔導士 Futari no doragon sureiyā) - 062. Upadek wróżek (jap. 妖精の堕ちる時 Yōsei no ochiru toki) - 063. Teraz jesteśmy kwita (jap. これで おあいこな Kore de, oaiko na) - 064. Gildia numer jeden (jap. 一番のギルド Ichiban no girudo) - 065. Prawo wróżek (jap. フェアリーロウ Fearī rō) |                      |                        |                      |                        |
| 9 | 17 marca 2008        | ISBN 978-4-06-363965-0 | 28 kwietnia 2017     | ISBN 978-83-8001-204-2 |
| Lista rozdziałów - 066. Kamraci (jap. 同志 Dōshi) - 067. Moja decyzja (jap. あたしの決意 Atashi no ketsui) - 068. Żegnaj (jap. さよなら Sayonara) - 069. Next Generation - 070. Frederick i Yanderica (jap. フレデリックとヤンデリカ Furederikku to Yanderika) - 071. Noc w Hosence (jap. 鳳仙花の夜 Hōsenka no yoru) - 072. Gwiazda wygnana z nieba (jap. 空に戻れない星 Sora ni modorenai hoshi) - 073. Blue Pegasus, rok 781 (jap. 781年・青い天馬 Nana-hyaku hachi-jū ichi-nen: Burū Pegasusu) - 074. Król gwiezdnych duchów (jap. 星霊王 Seirei-ō) |                      |                        |                      |                        |
| 10 | 16 maja 2008         | ISBN 978-4-06-363986-5 | 20 czerwca 2017      | ISBN 978-83-8001-218-9 |
| Lista rozdziałów - 075. Sen motyla (jap. 胡蝶の夢 Kochō no yume) - 076. Rajska wieża (jap. 楽園の塔 Rakuen no tō) - 077. Gérard (jap. ジェラール Jerāru) - 078. Raj przed nami (jap. その先の楽園 Sono Saki no rakuen) - 079. Decyzja Siegraina (jap. ジークレインの決断 Jīkurein no ketsudan) - 080. Joanna d’Arc (jap. ジャンヌ・ダルク Jannu Daruku) - 081. Głos ciemności (jap. 闇の声 Yami no koe) - 082. Wycie do księżyca (jap. 月に吠える Tsuki ni hoeru) - Dodatek na specjalne życzenie. Ach, ci faceci! (jap. 特別依頼｡ 気になる彼に注意せよ! Tokubetsu irai. Ki ni naru kare ni chūi seyo!)                                                                                  |                      |                        |                      |                        |
| 11 | 12 sierpnia 2008     | ISBN 978-4-06-384023-0 | 27 września 2017     | ISBN 978-83-8001-239-4 |
| Lista rozdziałów - 083. Find the Way - 084. Darcie kotów (jap. ナツネコFight!! Natsu-neko Fight!!) - 085. Rajska gra (jap. 楽園ゲーム Rakuen gēmu) - 086. Rock of Succubus (jap. ロック オブ サキュバス Rokku obu sakyubasu) - 087. Lucy vs. Lluvia (jap. ルーシィ vs. ジュビア Rūshii vs. Jubia) - 088. Natsu przynętą (jap. ナツ、エサになる｡ Natsu, esa ni naru.) - 089. Zbroja serca (jap. 心の鎧 Kokoro no yoroi) - 090. Ikaruga (jap. 斑鳩) - 091. Jedna kobieta, jeden strój, jedno postanowienie (jap. 女一匹、決意の装束 Onna ippiki, ketsui no shōzoku) |                      |                        |                      |                        |
| 12 | 17 października 2008 | ISBN 978-4-06-384050-6 | 20 listopada 2017    | ISBN 978-83-8001-254-7 |
| Lista rozdziałów - 092. Przeznaczenie (jap. 運命 Desutinī) - 093. Modły do świętego światła (jap. 聖なる光に祈りを Seinaru hikari ni inori o) - 094. Jedna i ta sama osoba (jap. ひとりの人 Hitori no hito) - 095. Śpiąca królewna z wieży (jap. 眠れる塔の女騎士 Nemureru tō no ohime-sama) - 096. Meteor (jap. 流星 Mītia) - 097. Żywa tarcza (jap. 命の盾 Inochi no tate) - 098. Dragon Force (jap. ドラゴンフォース Doragon fōsu) - 099. Titania gaśnie (jap. 妖精女王、散る Titānia, chiru) - 100. Ku jutru (jap. 明日へ Ashita e) |                      |                        |                      |                        |
| 13 | 17 grudnia 2008      | ISBN 978-4-06-384075-9 | 12 stycznia 2018     | ISBN 978-83-8001-271-4 |
| Lista rozdziałów - 101. Gorączka czerwonego lądu (jap. 赤い大地の激昂 Akai daichi no gekikō) - 102. Z podniesioną głową (jap. 強く歩け Tsuyoku aruke) - 103. Home - 104. Best Friend - 105. Laxus (jap. その男、ラクサス Sono Otoko, rakusasu) - 106. Święto plonów (jap. 収穫祭 Shūkakusai) - 107. Bitwa Fairy Tail (jap. バトル・オブ・フェアリーテイル Batoru obu Fearī Teiru) - 108. Dooong!!! (jap. ゴチーン!! Gochīn!!) - 109. Bratobójcza walka (jap. 友の為に友を打て Tomo no tame ni tomo o ute) |                      |                        |                      |                        |
| 14 | 17 marca 2009        | ISBN 978-4-06-384098-8 | 18 lutego 2018       | ISBN 978-83-8001-278-3 |
| Lista rozdziałów - 110. Kapitulacja (jap. 投了 Rizain) - 111. Ostatnia czwórka (jap. 残り4人 Nokori yonin) - 112. Grad kul i taniec mieczy (jap. 弾幕剣舞 Danmaku kenbu) - 113. Pałac boga piorunów (jap. 神鳴殿 Kaminari den) - 114. Miłość obala mury (jap. 愛は壁を砕いて Ai wa kabe o kudaite) - 115. Regulus (jap. 獅子の光 Regurusu) - 116. Cana vs. Lluvia (jap. カナ vs. ジュビア Kana vs. Jubia) - 117. Nadejście Szatana (jap. サタン降臨 Satan kōrin) - 118. Ciepłe słowa (jap. やさしい言葉 Yasashii kotoba) |                      |                        |                      |                        |
| 15 | 15 maja 2009         | ISBN 978-4-06-384136-7 | 20 kwietnia 2018     | ISBN 978-83-8001-302-5 |
| Lista rozdziałów - 119. Szturm na katedrę Cardia (jap. 激突! カルディア大聖堂 Gekitotsu! Karudia taiseidō) - 120. Mistgun (jap. ミストガン Misutogan) - 121. Szasna, by zdobyć tytuł najsilniejszego! (jap. てっぺんとるチャンスだろ! Teppen toru chansu daro!) - 122. Samotny grom (jap. 孤独な雷鳴 Kodoku na raimei) - 123. Double Dragon (jap. ダブル ドラゴン Daburu doragon) - 124. Triple Dragon (jap. トリプル ドラゴン Toripuru doragon) - 125. Nie taki diabeł straszny (jap. 鬼面仏心 Kimen busshin) - 126. Wstawaj!!! (jap. 立ちあがれ!!!! Tachiagare!!!!) - X778 r., Natsu i smocze jajo (jap. X778 ナツとドラゴンの卵 Nana-hyaku nana-jū Hachi: Natsu to doragon no tamago) |                      |                        |                      |                        |
| 16 | 17 lipca 2009        | ISBN 978-4-06-384158-9 | 18 czerwca 2018      | ISBN 978-83-8001-321-6 |
| Lista rozdziałów - 127. Sprawiedliwość ponad miłość (jap. 涙を揮って馬謖を斬る Namida o furutte bashoku o kiru) - 128. Fantasia (jap. 幻想曲 Fantajia) - 129. Mimo to ja (jap. それでも あたしが・・・・ Soredemo, atashi ga....) - 130. Love & Lucky - 131. Nirvana (jap. ニルヴァーナ Niruvāna) - 132. Sojusznicy, łączcie siły! (jap. 連合軍、集結! Rengōgun, shūketsu!) - 133. 12 vs. 6 (jap. 12対6 Jū-ni tai roku) - 134. Oración Seis nadchodzi! (jap. 六魔将軍現る Orashion Seisu arawaru) |                      |                        |                      |                        |
| 17 | 17 września 2009     | ISBN 978-4-06-384185-5 | 27 lipca 2018        | ISBN 978-83-8001-333-9 |
| Lista rozdziałów - 135. Kapłanka niebios (jap. 天空の巫女 Tenkū no miko) - 136. Trumna (jap. 棺桶 Kan’oke) - 137. Ona i duch (jap. 少女と亡霊 Shōjo to bōrei) - 138. Błąd w planach (jap. 計算外 Keisan-gai) - 139. Dead Grand Prix (jap. デッドGP Deddo guran puri) - 140. W zwolnionym tempie (jap. 低速の世界 Teisoku no sekai) - 141. Światłość (jap. ヒカリ Hikari) - 142. Ciemność (jap. 闇 Yami) - 143. Bitwa gwiezdnych duchów (jap. 星霊合戦 Seirei gassen) |                      |                        |                      |                        |
| 18 | 17 listopada 2009    | ISBN 978-4-06-384211-1 | 17 września 2018     | ISBN 978-83-8001-348-3 |
| Lista rozdziałów - 144. Piękny głos (jap. きれいな声 Kireina koe) - 145. Gérard ze wspomnień (jap. 追憶のジェラール Tsuioku no jerāru) - 146. Jesteś wolna (jap. 君は自由だ Kimi wa jiyū da) - 147. Gildia nadziei (jap. 希望のギルド Kibō no girudo) - 148. Marsz ku zniszczeniu (jap. 破滅の行進 Hametsu no kōshin) - 149. Walka w powietrzu! Natsu vs. Cobra (jap. 超空中戦!! ナツ vs. コブラ Chōkūchūsen!! Natsu vs. Kobura) - 150. Ryk smoka (jap. ドラゴンの咆哮 Doragon no hōkō) - 151. Rozpad Oración Seis?! (jap. 六魔壊滅!? Rokuma kaimetsu!?) - 152. Jura z dziesięciu świętych magów (jap. 聖十のジュラ Seiten no jura)                                                      |                      |                        |                      |                        |
| 19 | 15 stycznia 2010     | ISBN 978-4-06-384233-3 | 26 października 2018 | ISBN 978-83-8001-366-7 |
| Lista rozdziałów - 153. Szturm o północy (jap. 僕の夜空に輝く星は Boku no yozora ni kagayaku hoshi wa) - 154. Twoje słowa (jap. 君の言葉こそ・・・・ Kimi no kotoba koso....) - 155. Last Man - 156. Zero (jap. ゼロ) - 157. Od Pegaza dla wróżek (jap. 天馬から妖精たちへ Tenma kara yōsei-tachi e) - 158. Wrota wspomnień (jap. 記憶の扉 Kioku no tobira) - 159. Płomień winy (jap. 咎の炎 Toga no honō) - 160. Potęga uczuć (jap. 想いの力 Omoi no chikara) - Dodatek: Zapisane w kartach (jap. 運命の出会いの日 Unmei no deai no hi) |                      |                        |                      |                        |
| 20 | 17 marca 2010        | ISBN 978-4-06-384266-1 | 28 grudnia 2018      | ISBN 978-83-8001-283-7 |
| Lista rozdziałów - 161. Pogrom zła, krzewienie prawdy (jap. 破邪顕正 Haja kensei) - 162. Możesz na mnie liczyć (jap. 私がついてる Watashi ga tsuiteru) - 163. Szkarłatne niebo (jap. 緋色の空 Hiiro no sora) - 164. Gildia dla jednej (jap. たった一人の為のギルド Tatta hitori no tame no girudo) - 165. Wróżka Wendy (jap. 妖精少女のウェンディ Yōsei shōjo no Wendi) - 166. Czarny smok (jap. 黒竜 Kokuryū) - 167. Znikające miasto (jap. 消えゆく街 Kieyuku machi) - 168. Earthland (jap. アースランド Āsu rando) - 169. Edolas (jap. エドラス Edorasu) |                      |                        |                      |                        |
| 21 | 17 maja 2010         | ISBN 978-4-06-384296-8 | 20 lutego 2019       | ISBN 978-83-8001-404-6 |
| Lista rozdziałów - 170. Polowanie na wróżki (jap. 妖精狩り Yōsei gari) - 171. Faust (jap. ファウスト Fausuto) - 172. Klucze nadziei (jap. 希望の鍵 Kibō no kagi) - 173. Fireball (jap. ファイアボール Faiabōru) - 174. Apokalipsa (jap. 啓示 Keiji) - 175. Witajcie w domu (jap. おかえりなさいませ Okaerinasaimase) - 176. Extalia (jap. エクスタリア Ekusutaria) - 177. Lećcie! Na pomoc swym druhom! (jap. 飛べ! 友のもとに! Tobe! Tomo no moto ni!) - 178. Jestem przy tobie (jap. となりにいるから Tonari ni iru kara) |                      |                        |                      |                        |
| 22 | 17 sierpnia 2010     | ISBN 978-4-06-384346-0 | 30 maja 2019         | ISBN 978-83-8001-430-5 |
| Lista rozdziałów - 179. Kod ETD (jap. コードETD Kōdo ītīdī) - 180. Erza vs. Erza (jap. エルザ vs. エルザ Eruza vs. Eruza) - 181. Edolas przystępuje do otwartej wojny! (jap. エドラス王都総力戦!! Edorasu ōto sōryokusen!!) - 182. Tu chodzi o ich życie!!! (jap. 命だろーか!!!! Inochi darō ka!!!!) - 183. Monster Academy (jap. モンスターアカデミー Monsutā Akademī) - 184. Wielka rzeka gwiazd powodem do dumy (jap. 星の大河は誇りの為に Hoshi no taiga wa hokori no tame ni) - 185. Ice Boy (jap. アイスボーイ Aisu bōi) - 186. Mój kot (jap. オレのネコ Ore no neko) - 187. Na skraju zagłady! Smocze działo łańcuchowe (jap. 終焉の竜鎖砲 Shūen no ryūsahō)                      |                      |                        |                      |                        |
| 23 | 15 października 2010 | ISBN 978-4-06-384379-8 | 16 lipca 2019        | ISBN 978-83-8001-459-6 |
| Lista rozdziałów - 188. Jedno skrzydło (jap. 方翼 Katayoku) - 189. Tamten chłopak (jap. あの時の少年 Ano Toki no shōnen) - 190. Dragon Sense - 191. Magiczne trio (jap. スリーマンセル Surī man seru) - 192. Już nie będziemy uciekać! (jap. もう逃げない! Mō nigenai!) - 193. Na tym polega życie! (jap. 生きる者たちよ Ikirumono-tachi yo) - 194. Stoję tu przed tobą!!! (jap. オレはここに立っている Ore wa koko ni tatte iru) - 195. Król nowego świata (jap. 新しい世界の王 Atarashii sekai no ō) - 196. Władca demonów Dragneel (jap. 大魔王ドラグニル Daimaō Doraguniru) |                      |                        |                      |                        |
| 24 | 17 grudnia 2010      | ISBN 978-4-06-384416-0 | 30 września 2019     | ISBN 978-83-8001-476-3 |
| Lista rozdziałów - 197. Pa-pa, Fairy Fail (jap. バイバイ 妖精の尻尾 Baibai, Fearī Teiru) - 198. Skrzydła, które niosą ku przyszłości (jap. 明日への翼 Asu e no tsubasa) - 199. Lisanna (jap. リサーナ Risāna) - 200. Ten, który odbiera życie (jap. 生命を消す者 Inochi o kesumono) - 201. Test (jap. トライアル Toraiaru) - 202. Najlepszy partner (jap. ベストパートナー Besuto pātonā) - 203. Osiem ścieżek (jap. 8つの道 Yatsu no michi) - 204. Kto ma więcej szczęścia? (jap. 誰がラッキーですか? Dare ga rakkī desu ka?) - Dodatek we współpracy z Coca-Colą |                      |                        |                      |                        |
| 25 | 17 lutego 2011       | ISBN 978-4-06-384442-9 | 22 listopada 2019    | ISBN 978-83-8001-507-4 |
| Lista rozdziałów - 205. Natsu vs. Gildarts (jap. ナツ vs. ギルダーツ Natsu vs. Girudātsu) - 206. By dalej podążać tą drogą (jap. この道を進む為に Kono michi o susumu tame ni) - 207. Mest (jap. メスト Mesuto) - 208. Drapieżność śmierci (jap. 死の捕食 Shi no hoshoku) - 209. Czarny mag (jap. 黒魔導士 Kuro madōshi) - 210. Głupi Gajiru (jap. ガジルのバカ Gajiru no baka) - 211. Kawazu i Yomazu (jap. カワズとヨマズ Kawazu to yomazu) - 212. Dusza z żelaza (jap. 鉄の魂 Tetsu no tamashii) - 213. Jeden z siedmiu krewnych (jap. 七眷属の一人 Nana kenzoku no hitori) |                      |                        |                      |                        |
| 26 | 15 kwietnia 2011     | ISBN 978-4-06-384473-3 | 19 lutego 2020       | ISBN 978-83-8001-536-4 |
| Lista rozdziałów - 214. Atak tytana (jap. 進撃のマカロフ Shingeki no makarofu) - 215. Makarov vs. Hades (jap. マカロフ vs. ハデス Makarofu vs. Hadesu) - 216. Esencja mocy magicznej (jap. 魔道の真髄 Madō no shinzui) - 217. Utracona magia (jap. 失われた魔法 Rosuto majikku) - 218. Ognisty smok vs. Płomienny bóg (jap. 火竜 vs. 炎神 Karyū vs. Enjin) - 219. Migoczące płomienie Smoczego boga (jap. 竜神の煌炎 Ryūjin no kōen) - 220. Wróżkowe siostry (jap. 妖精姉妹 Yōsei shimai) - 221. Świat wielkiej magii (jap. 大魔法世界 Dai mahō sekai) - 222. Łuk inkrarnacji (jap. 具現のアーク Gugen no āku)                                                                           |                      |                        |                      |                        |
| 27 | 17 czerwca 2011      | ISBN 978-4-06-384502-0 | 20 maja 2020         | ISBN 978-83-8001-577-7 |
| Lista rozdziałów - 223. Wrota człowieka (jap. 人間の扉 Ningen no tobira) - 224. Zapędy Zordia (jap. ゾルディオの野望 Zorudio no yabō) - 225. Rozdarcie (jap. 綻び Hokorobi) - 226. Klątwa w godzinie bawołu (jap. 丑の刻参り Ushi no koku mairi) - 227. Lucy Fire (jap. ルーシィファイア Rūshī faia) - 228. Trzynastka na deszczu (jap. 13の女は雨に濡れて Jū-san no onna wa ame ni nurete) - 229. Ślepa uliczka pełna rozpaczy (jap. 絶望の袋小路 Zetsubō no fukurokōji) - 230. Łzy miłości i woli życia (jap. 愛と活力の涙 Ai to katsuryoku no namida) |                      |                        |                      |                        |
| 28 | 17 sierpnia 2011     | ISBN 978-4-06-384533-4 | 31 sierpnia 2020     | ISBN 978-83-8001-607-1 |
| Lista rozdziałów - 231. Ten, który przynosi koniec (jap. 終わらせる者 Owaraserumono) - 232. Przemilczane słowa (jap. 言えなかった一言 Ienakatta hitokoto) - 233. Blask wróżek (jap. 妖精の輝き Fearī gurittā) - 234. Chłopiec, który patrzył na morze (jap. 海を見つめる少年 Umi o mitsumeru shōnen) - 235. Drzewo niebieńskiego wilka (jap. 天狼樹 Tenrō-ju) - 236. Erza vs. Azuma (jap. エルザ vs. アズマ Eruza vs. Azuma) - 237. Cóż za gildia! (jap. なんてギルドだ Nante girudo da) - 238. At One Time - 239. Wojownik mrozu (jap. 凍える闘志 Kogoeru tōshi) |                      |                        |                      |                        |
| 29 | 17 października 2011 | ISBN 978-4-06-384563-1 | 29 stycznia 2021     | ISBN 978-83-8001-637-8 |
| Lista rozdziałów - 240. Gray vs. Ultear (jap. グレイ vs. ウルティア Gurei vs. Urutia) - 241. Moc życia (jap. "生"なる力 "Sei" Naru chikara) - 242. Acnologia (jap. アクノロギア Akunorogia) - 243. Błędy i doświadczenie (jap. 過ちと経験 Ayamachi to keiken) - 244. Echo gromu (jap. 雷鳴響く Raimei hibiku) - 245. Bez godła (jap. 紋章を刻まぬ男 Monshō o kizamanu otoko) - 246. Tajemnica otchłani (jap. 深淵の領域 Shin’en no ryōiki) - 247. Tak blisko (jap. こんなに近くにいる Konna ni chikaku ni iru) - 248. Świt nad Wyspą Niebiańskiego Wilka (jap. 暁の天狼島 Akatsuki no Tenrō-jima)                                                                                        |                      |                        |                      |                        |
| 30 | 16 grudnia 2011      | ISBN 978-4-06-384597-6 | 10 marca 2021        | ISBN 978-83-8001-675-0 |
| Lista rozdziałów - 249. Magia żyje (jap. 魔法は生きている Mahō wa ikiteiru) - 250. Przebudzenie Zerefa (jap. ゼレフ覚醒 Zerefu kakusei) - 251. Prawo do miłości (jap. 愛する資格 Ai Suru shikaku) - 252. Dumne gnojki (jap. 誇り高きクソガキどもへ Hokori Takaki kusogaki-domo e) - 253. Chwyćmy się za ręce (jap. 手をつなごう Te o Tsunagō) - 254. Fairy Tail, rok X791 103 (jap. X791年・妖精の尻尾 Nana-hyaku kyūjū-ichi-nen Fearī Teiru) - 255. Sfera wróżek (jap. 妖精の球 Fearī sufia) - 256. Utracone lata (jap. 空白の7年 Kūhaku no nana-nen) - 257. Siedem lat ojca (jap. 父親の7年 Chichioya no nana-nen)                                                                     |                      |                        |                      |                        |
| 31 | 17 lutego 2012       | ISBN 978-4-06-384628-7 | 24 maja 2021         | ISBN 978-83-8001-740-5 |
| Lista rozdziałów - 258. Saber Tooth (jap. 剣咬の虎 Seibā Tūsu) - 259. Porlyusica (jap. ポーリュシカ Pōryushika) - 260. Wróćmy na szczyt (jap. そしてオレたちは頂上を目指す Soshite ore-tachi wa chōjō o mezasu) - 261. Pierwotna magia (jap. 一なる魔法 Ichinaru mahō) - 262. Pieśń gwiazd (jap. 星々の歌 Hoshiboshi no uta) - 263. Crime Sorcière (jap. 魔女の罪 Kurimu sorushiēru) - 264. Za utracony czas (jap. すれ違った時間の分だけ Surechigatta jikan no bun dake) - 265. Kwitnąca stolica Crocus (jap. 花咲く都・クロッカス Hanasaku miyako Kurokkasu) - 266. Podniebny labirynt (jap. 空中迷宮 Sukai rabirinsu)                                                                 |                      |                        |                      |                        |
| 32 | 17 kwietnia 2012     | ISBN 978-4-06-384654-6 | 23 czerwca 2021      | ISBN 978-83-8001-756-6 |
| Lista rozdziałów - 267. Nowa gildia (jap. 新規ギルド Shinki girudo) - 268. Drużyna B do zadań specjalnych (jap. 特攻野郎Bチーム Tokkō yarō B-chīmu) - 269. Pogrążeni w ciszy (jap. 消えよ 静寂の中に Kieyo, Shijima no naka ni) - 270. W noc spadających gwiazd (jap. 星降ル夜ニ Hoshi furu yoru ni) - 271. Lucy vs. Flare (jap. ルーシィ vs. フレア Rūshi vs. Furea) - 272. Dumni przegrani (jap. 気高き敗北者 Kedakaki haibokusha) - 273. Orga czarna błyskawica (jap. 黒雷のオルガ Kurorai no Oruga) - 274. Omen (jap. 凶瑞 Kyōzui) |                      |                        |                      |                        |
| 33 | 15 czerwca 2012      | ISBN 978-4-06-384686-7 | 18 sierpnia 2021     | ISBN 978-83-8001-792-4 |
| Lista rozdziałów - 275. Styl pijanego sokoła (jap. 酔いの鷹 Yoi no taka) - 276. Chariots (jap. 戦車 Chariotto) - 277. Skarpeta (jap. くつ下 Kutsushita) - 278. Elfman vs. Bacchus (jap. エルフマン vs. バッカス Erufuman vs. Bakkasu) - 279. Wrota ukryte w ciemności (jap. 暗闇に潜む扉 Kuroyami ni hisomu tobira) - 280. Kagura vs. Yukino (jap. カグラ vs. ユキノ) - 281. Nienawiść ukryta za zasłoną nocy (jap. 怨みは夜の帳に包まれて Urami wa yoru no tobari ni tsutsumarete) - 282. Dziesięć kluczy i dwa klucze (jap. 十の鍵と二の鍵 Jū no kagi to ni no kagi) |                      |                        |                      |                        |
| 34 | 17 sierpnia 2012     | ISBN 978-4-06-384719-2 | 17 grudnia 2021      | ISBN 978-83-8001-833-4 |
| Lista rozdziałów - 283. Natsu vs. Saber Tooth (jap. ナツ vs. 剣咬の虎 Natsu vs. Seibā Tūsu) - 284. Pandemonium (jap. 伏魔殿 Pandemoniumu) - 285. MMM - 286. Laxus vs. Alexei (jap. ラクサス vs. アレクセイ Rakusasu vs. Arekusei) - 287. Prawdziwa rodzina (jap. 本当の家族 Hontō no kazoku) - 288. Wendy vs. Sherria (jap. ウェンディ vs. シェリア Wendi vs. Sheria) - 289. Drobne piąstki (jap. 小さな拳 Chiisana Kobushi) - 290. Noc przeplatających się uczuć (jap. 想いが交差する夜 Omoi ga kōsa suru yoru) - 291. Naval Battle (jap. 海戦 Nabaru batoru) |                      |                        |                      |                        |
| 35 | 16 listopada 2012    | ISBN 978-4-06-384765-9 | 25 lutego 2022       | ISBN 978-83-8001-888-4 |
| Lista rozdziałów - 292. Nasze serce biją jednym rytmem (jap. 想いを一つに Omoi o hitotsu ni) - 293. Perfumy z dedykacją (jap. 君に捧げる香り Kimi ni sasageru parufamu) - 294. Battle of the Dragon Slayers (jap. バトル・オブ・ドラゴンスレイヤー Batoru obu doragon sureiyā) - 295. Sting i Lector (jap. スティングとレクター Sutingu to Rekutā) - 296. Natsu vs. Dwa smoki (jap. ナツ vs. 双竜 Natsu vs. Sōryū) - 297. Twarz dziewczyny (jap. その時見た少女の顔は Sono toki mita shōjo no kao wa) - 298. Ryuzetsu Land (jap. ドキドキ・リュウゼツランド Dokidoki Ryūzetsu Rando) - 299. Samotna podróż (jap. 一人旅 Hitoritabi)                                                      |                      |                        |                      |                        |
| 36 | 15 lutego 2013       | ISBN 978-4-06-384810-6 | 27 czerwca 2022      | ISBN 978-83-8001-960-7 |
| Lista rozdziałów - 300. Tam, gdzie śpią smocze dusze (jap. 竜の魂 眠る場所 Ryū no tamashii, nemuru basho) - 301. Król smoków (jap. 竜の王 Ryū no ō) - 302. Projekt Eclipse (jap. エクリプス計画 Ekuripusu keikaku) - 303. Walka na dwóch frontach (jap. 二正面作戦 Nishōmen sakusen) - 304. Wielka bitwa magiczna (jap. 大魔闘演武 Daimatōenbu) - 305. Strateg wróżek (jap. 妖精軍師 Yōsei gunshi) - 306. Gray vs. Rufus (jap. グレイ vs. ルーファス Gurei vs. Rūfasu) - 307. Rycerze głodnego wilka (jap. 餓狼騎士団 Garō kishidan) - 308. Fairy Tail vs. egzekutorzy (jap. FT vs. 処刑人 Fearī Teiru vs. shokeinin)                                                                    |                      |                        |                      |                        |
| 37 | 17 kwietnia 2013     | ISBN 978-4-06-384845-8 | 30 września 2022     | ISBN 978-83-8257-022-9 |
| Lista rozdziałów - 309. Gdy ziemia drży (jap. 燃える大地 Moeru daichi) - 310. Nasze miejsce (jap. オレたちのいる国 Ore-tachi no iru basho) - 311. Kraj tylko do jutra (jap. 明日までの国 Ashita made no kuni) - 312. Threesomes - 313. Plan godny monarchy (jap. 王者のシナリオ Ōja no shinario) - 314. Erza vs. Kagura (jap. エルザ vs. カグラ Eruza vs. Kagura) - 315. Rosemary (jap. ローズマリー Rōzumarī) - 316. Przyszłość, która zmierza ku rozpaczy (jap. 絶望へ加速する未来 Zetsubō e kasoku suru mirai) - 317. Żaba (jap. カエル Kaeru) |                      |                        |                      |                        |
| 38 | 17 czerwca 2013      | ISBN 978-4-06-384876-2 | 17 stycznia 2023     | ISBN 978-83-8257-042-7 |
| Lista rozdziałów - 318. Gajiru vs. Rogue (jap. ガジル vs. ローグ Gajiru vs. Rōgu) - 319. Biały rycerz (jap. 白き騎士 Shiroki kishi) - 320. Burza (jap. 激雷 Gekirai) - 321. Laxus vs. Jura (jap. ラクサス vs. ジュラ Rakusasu vs. Jura) - 322. Gloria - 323. Cień, czyli tam i z powrotem (jap. ゆきて帰りし影 Yukite kaerishi kage) - 324. Ten, kto ma zamknąć wrota (jap. 扉を閉める者 Tobira o shimeru mono) - 325. Solidarnie! (jap. 団結!!!! Danketsu!!!!) |                      |                        |                      |                        |
| 39 | 16 sierpnia 2013     | ISBN 978-4-06-394908-7 | 14 marca 2023        | ISBN 978-83-8257-134-9 |
| Lista rozdziałów - 326. Natsu vs. Rouge (jap. ナツ vs. ローグ Natsu vs. Rōgu) - 327. Za nas obie (jap. あたしの分まで Atashi no bun made) - 328. Zodiac (jap. ゾディアック Zodiakku) - 329. Seven Dragons (jap. 七ドラゴンズ Sebun doragon) - 330. Magia Zirconisa (jap. ジルコニスの魔法 Jirukonisu no mahō) - 331. Plan Natsu (jap. ナツの作戦 Natsu no sakusen) - 332. Firebird (jap. ファイアバード Faiabādo) - 333. Człowiek z człowiekiem, smok ze smokiem, człowiek ze smokiem (jap. 人と人、竜と竜、人と竜 Hito to hito, ryū to ryū, hito to ryū) - 334. Grzech i ofiara (jap. 罪と犠牲 Tsumi to gisei) - 335. Czas życia (jap. 命の時間 Inochi no jikan)                        |                      |                        |                      |                        |
| 40 | 17 października 2013 | ISBN 978-4-06-394941-4 | 14 czerwca 2023      | ISBN 978-83-8257-169-1 |
| Lista rozdziałów - 336. Żyć z całych sił (jap. 今日を全力で生きる為に Kyō o zenryoku de ikiru tameni) - 337. Złote pola (jap. 黄金の草原 Ōgon no sōgen) - 338. Wielki bal magiczny (jap. 大舞踊演舞 Daibuyōenbu) - 339. Kropla czasu (jap. 星霜の雫 Seisō no shizuku) - 340. Dar (jap. 贈り物 Okurimono) - 341. Poranek nowej przygody (jap. 新たな冒険の朝 Aratana bōken no asa) - 342. Warrod Sequen (jap. ウォーロッド・シーケン Wōroddo shīken) - 343. Łowcy skarbów (jap. トレジャーハンター Torejā hantā) - 344. Magowie vs. łowcy (jap. 魔導士 vs. ハンター Madōshi vs. hantā) |                      |                        |                      |                        |
| 41 | 17 grudnia 2013      | ISBN 978-4-06-394982-7 | 16 sierpnia 2023     | ISBN 978-83-8257-216-2 |
| Lista rozdziałów - 345. Czyjś głos (jap. 誰かの声 Dareka no koe) - 346. Prawo regresji (jap. 退化ノ法 Taika no hō) - 347. Wielka bitwa rudej, blondynki i niebieskowłosej (jap. 赤・青・金髪 大激闘 Aka, ao, kinpatsu: daigekitō) - 348. Powrót diabła (jap. 悪魔回帰 Akuma kaiki) - 349. Demon Doriate (jap. 悪魔のドリアーテ Akuma no Doriāte) - 350. Gray vs. Doriate (jap. グレイ vs. ドリアーテ Gurei vs. Doriāte) - 351. Wieczny płomień (jap. 永遠の炎 Eien no honō) - 352. Głos płomienia (jap. 炎の声 Honō no koe) - 353. Egzorcysta (jap. 悪魔祓い Akuma harai) |                      |                        |                      |                        |
| 42 | 17 marca 2014        | ISBN 978-4-06-395009-0 | 17 listopada 2023    | ISBN 978-83-8257-294-0 |
| Lista rozdziałów - 354. Kyoka (jap. キョウカ Kyōka) - 355. Song of the Fairies - 356. Tartaros (prolog) (jap. 冥府の門編【序章】 Tarutarosu-hen (joshō)) - 357. Wrota dziewięciu demonów (jap. 九鬼門 Kyūkimon) - 358. Cząsteczki ciemności (jap. 魔障粒子 Mashō ryūshi) - 359. Wróżki vs. demony (jap. 妖精 対 冥府 Yōsei tai meifu) - 360. Białe dziedzictwo (jap. 白き遺産 Shiroki isan) - 361. Dwie bomby (jap. 二つの爆弾 Futatsu no bakudan) |                      |                        |                      |                        |
| 43 | 16 maja 2014         | ISBN 978-4-06-395077-9 | 31 stycznia 2024     | ISBN 978-83-8257-345-9 |
| Lista rozdziałów - 362. Natsu vs. Jackal (jap. ナツ vs. ジャッカル Natsu vs. Jakkaru) - 363. Powieści czytane przez demony (jap. 悪魔の詠む物語 Akuma no yomu monogatari) - 364. Tartaros (Księga 1: Niegodziwość i nikczemnicy) (jap. 冥府の門編【一章：背徳と罪人】 Tarutarosu-hen (isshō: haitoku to zainin)) - 365. Fairy in the Jail - 366. Tysiąc dusz (jap. 魂1000個 Tamashii issen-ko) - 367. Gérard vs. Oración Seis (jap. ジェラール vs. 六魔将軍 Jerāru vs. Orashion Seisu) - 368. Trzecia pieczęć (jap. 3つ目の封印 Mittsume no fūin) - 369. Tam, gdzie docierają modlitwy (jap. 祈りが届く場所 Inori ga todoku basho)                                                       |                      |                        |                      |                        |
| 44 | 17 lipca 2014        | ISBN 978-4-06-395124-0 | 31 stycznia 2024     | ISBN 978-83-8257-346-6 |
| Lista rozdziałów - 370. Reinkarnacja demonów (jap. 悪魔転生 Akuma tensei) - 371. Tartaros (Księga 2: Pieśń niebiańskiego smoka) (jap. 冥府の門編【二章：天竜の歌】 Tarutarosu-hen (nishō: tenryū no uta)) - 372. Wyłom (jap. 突破口 Toppakō) - 373. Zabić czy nie zabić (jap. 生かすか殺すか Ikasu ka korosu ka) - 374. Revolution (jap. レボリューション Reboryūshon) - 375. Siły nadprzyrodzone (jap. 怪力乱神 Kairyoku ranshin) - 376. Wendy vs. Ezel (jap. ウェンディ vs. エゼル Wendi vs. Ezeru) - 377. Gniew niebiańskiego smoka (jap. 天竜の逆鱗 Tenryū no gekirin) - 378. Przyjaciółki na zawsze (jap. ずっと友達で Zutto tomodachi de)                                          |                      |                        |                      |                        |
| 45 | 17 września 2014     | ISBN 978-4-06-395186-8 | 29 marca 2024        | ISBN 978-83-8257-396-1 |
| Lista rozdziałów - 379. Tartaros (Ksiega 3: Król piekieł) (jap. 冥府の門編【三章：冥王】 Tarutarosu-hen (sanshō: meiō)) - 380. Hell’s Core (jap. ヘルズ・コア Heruzu koa) - 381. Dom, w którym mieszkają demony (jap. 悪魔の住む家 Akuma no sumu ie) - 382. Alegria (jap. アレグリア Areguria) - 383. Lucy na fali (jap. 波乗りルーシィ Naminori rūshii) - 384. Atak gwiazd (jap. 星々の一撃 Hoshiboshi no ichigeki) - 385. Król gwiezdnych duchów vs. król piekieł (jap. 星霊王 vs. 冥王 Seireiō vs. meiō) - 386. Galaxia Blade (jap. ギャラクシア ブレイド Gyarakushia bureido) |                      |                        |                      |                        |
| 46 | 17 listopada 2014    | ISBN 978-4-06-395241-4 | 30 maja 2024         | ISBN 978-83-8257-448-7 |
| Lista rozdziałów - 387. Tartaros (Księga 4: Ojciec i syn) (jap. 冥府の門編【四章：父と子】 Tarutarosu-hen (yonshō: chichi to ko)) - 388. Erza vs. Minerva (jap. エルザ vs. ミネルバ Eruza vs. Mineruba) - 389. Dwa smoki vs. król piekieł (jap. 双竜 vs. 冥王 Sōryū vs. meiō) - 390. Historia pewnego chłopca (jap. 少年の物語 Shōnen no monogatari) - 391. Gray vs. Silver (jap. グレイ vs. シルバー Gurei vs. Shirubā) - 392. Nie wolno zapomnieć (jap. 忘れちゃいけない Wasurecha ikenai) - 393. Srebrne uczucia (jap. 銀色の想い Gin’iro no Omoi) - 394. Lluvia vs. Keith (jap. ジュビア vs. キース Jubia vs. Kīsu)                                                                  |                      |                        |                      |                        |
| 47 | 16 stycznia 2015     | ISBN 978-40-6395-287-2 | 31 lipca 2024        | ISBN 978-83-8257-497-5 |
| Lista rozdziałów - 395. Tartaros (Księga 5: Agonia) (jap. 冥府の門編【五章：究極の痛み】 Tarutarosu-hen (goshō: kyūkoku no itami)) - 396. Air - 397. Stal (jap. 鋼 Hagane) - 398. Ostatni pojedynek (jap. 最後の一騎討ち Saigo no ikkiuchi) - 399. Skrzydła rozpaczy (jap. 絶望の翼 Zetsubō no tsubasa) - 400. Skrzydła nadziei (jap. 希望の翼 Kibō no tsubasa) - 401. Igneel vs. Acnologia (jap. イグニール vs. アクノロギア Igunīru vs. Akunorogia) - 402. Żelazna pięść ognistego smoka (jap. 火竜の鉄拳 Karyū no tekken) - 403. Erza vs. Kyoka (jap. エルザ vs. キョウカ Eruza vs. Kyōka)                                                                                            |                      |                        |                      |                        |
| 48 | 17 marca 2015        | ISBN 978-4-06-395343-5 | 30 września 2024     | ISBN 978-83-8257-542-2 |
| Lista rozdziałów - 404. 00:00 - 405. Tartaros (Księga 6: Magna Carta) (jap. 冥府の門編【六章：マグナ・カルタ】 Tarutarosu-hen (rosshō: Maguna Karuta)) - 406. Dziewczyna w krysztale (jap. 水晶の中の少女 Suishō no naka no shojō) - 407. Aby zniszczyć siebie (jap. 我が身を滅ぼす為に Wagami o horobosu tame ni) - 408. Demon absolutny (jap. 絶対の悪魔 Zettai no akuma) - 409. Biała i czarna nić (jap. 白と黒の楔 Shiro to kuro no kusabi) - 410. Memento mori (jap. メメント・モリ) - 411. Dobro rodzi dobro (jap. 魚心あれば水心 Uogokoro areba mizugokoro) - 412. Szybując ponad Ishgarem (jap. イシュガルに舞う Ishugaru ni mau)                                                |                      |                        |                      |                        |
| 49 | 15 maja 2015         | ISBN 978-4-06-395406-7 | 5 grudnia 2024       | ISBN 978-83-8257-599-6 |
| Lista rozdziałów - 413. Księga E.N.D (jap. ENDの書 Ī enu dī no sho) - 414. Krople ognia (jap. 炎の雫 Honō no shizuku) - 415. To siła życia (jap. それが生きる力だ Sore ga ikiru chikara da) - 416. Tartaros (epilog) (jap. 冥府の門編【終章】 Tarutarosu-hen (shūshō)) - 417. Samotna podróż II (jap. 一人旅II Hitoritabi tsū) - 418. Ten, który rzuca wyzwanie (jap. 挑戦者 Chōsen-sha) - 419. Wiadomość od płomienia (jap. 炎のメッセージ Honō no messēji) - 420. Święto wdzięczności w Lamia Scale (jap. 蛇姫の鱗感謝祭 Ramia Sukeiru kanshasai) |                      |                        |                      |                        |
| 50 | 17 lipca 2015        | ISBN 978-4-06-395435-7 | —                    |                        |
| Lista rozdziałów - 421. Wendi to Sheria (jap. ウェンディとシェリア) - 422. Orochi no fin (jap. 蛇鬼の鰭) - 423. Aishiteru kara (jap. 愛してるから) - 424. Avatāru (jap. 黒魔術教団) - 425. Seibā Tūsu nana-hyaku kyūjū-ni (jap. 剣咬の虎 X792) - 426. Kuroi kokoro (jap. 黒い心) - 427. Chika no gekitō (jap. 地下の激闘) - 428. Michi ga chigau nara (jap. 道が違うなら) - 429. Kōdo burū (jap. コードブルー) |                      |                        |                      |                        |
| 51 | 17 września 2015     | ISBN 978-4-06-395489-0 | —                    |                        |
| Lista rozdziałów - 430. Jōka sakusen (jap. 浄化作戦) - 431. Waga ken wa... (jap. 我が剣は…) - 432. Koisuru Buraiya (jap. 恋するブライヤ) - 433. Ikusatsunagi (jap. イクサツナギ) - 434. Hōken (jap. 崩拳) - 435. Kachidoki (jap. 勝鬨) - 436. Kaisōroku (jap. 回想録) - 437. Magunoria (jap. マグノリア) - 438. Nanadaime girudo masutā (jap. 七代目ギルドマスター) |                      |                        |                      |                        |
| 52 | 17 listopada 2015    | ISBN 978-4-06-395538-5 | —                    |                        |
| Lista rozdziałów - 439. Arubaresu teikoku (jap. アルバレス帝国) - 440. Goddo Serena (jap. ゴッドセレナ) - 441. Karakōru-tō (jap. カラコール島) - 442. Kūkan no okite (jap. 空間の掟) - 443. Soshite daichi ga kiesatta (jap. そして大地が消え去った) - 444. Kōtei Supurigan (jap. 皇帝スプリガン) - 445. Minikui yōsei (jap. 醜い妖精) - 446. Kami ni misuterareta chi (jap. 神に見捨てられた地) |                      |                        |                      |                        |
| 53 | 15 stycznia 2016     | ISBN 978-4-06-395577-4 | —                    |                        |
| Lista rozdziałów - 447. Dasshutsusen (jap. 脱出戦) - 448. Fight the Power! - 449. Meibisu to Zerefu (jap. メイビスとゼレフ) - 450. Sekai de, tada hitori (jap. 世界で ただ一人) - 451. Fearī hāto (jap. 妖精の心臓) - 452. Saishū kessen no jokyoku (jap. 最終決戦の序曲) - 453. Oya no tsutome (jap. 親のつとめ) - 454. Hiryū-tai to misago-tai (jap. 飛竜隊とミサゴ隊) - 455. Magunoria bōeisen (jap. マグノリア防衛戦) |                      |                        |                      |                        |
| 54 | 17 marca 2016        | ISBN 978-4-06-395626-9 | —                    |                        |
| Lista rozdziałów - 456. Meirei (jap. 命令) - 457. Batoru obu nekeddo (jap. バトルオブ裸D) - 458. Myōjō (jap. 明星) - 459. Wīkunesu (jap. ウィークネス) - 460. Maiori ta tenma (jap. 舞い降りた天馬) - 461. Sono parufamu wa ta ga tame ni (jap. その香りは誰がために) - 462. Batorufīrudo (jap. バトルフィールド) - 463. Kuroi jūtan (jap. 黒い絨毯) - 464. Natsu vs. Zerefu (jap. ナツ vs. ゼレフ) |                      |                        |                      |                        |
| 55 | 17 maja 2016         | ISBN 978-4-06-395675-7 | —                    |                        |
| Lista rozdziałów - 465. Yonhyaku-nen (jap. 400年) - 466. Ansatsu-sha (jap. 暗殺者) - 467. Haha no kagi (jap. 母の鍵) - 468. Hoshi no kioku (jap. 星の記憶) - 469. Atashi no shitai koto (jap. あたしのしたい事) - 470. Hybrid Theory - 471. Tatakai ga owaru made wa (jap. 戦いが終わるまでは) - 472. Rakusasu vs. Wāru (jap. ラクサス vs. ワール) - 473. Akaki kaminari (jap. 赤き雷) |                      |                        |                      |                        |
| 56 | 15 lipca 2016        | ISBN 978-4-06-395715-0 | —                    |                        |
| Lista rozdziałów - 474. Shizuka naru toki no naka de (jap. 静かなる時の中で) - 475. Dimaria kuronosu iesuta (jap. ディマリア・クロノス・イエスタ) - 476. Mahō shōjo ni sayonara o (jap. 魔法少女にさよならを) - 477. Toransupōto (jap. トランスポート) - 478. Suterusu (jap. ステルス) - 479. Ichiban uyamau beki wa (jap. 一番敬うべきは) - 480. Kita no bohyō (jap. 北の墓標) - 481. Shikabane no hisutoria (jap. 屍のヒストリア) - 482. Kihaku (jap. 気魄) |                      |                        |                      |                        |
| 57 | 16 września 2016     | ISBN 978-4-06-395761-7 | —                    |                        |
| Lista rozdziałów - 483. Nanatsu no hoshi (jap. 七つの星) - 484. Bakemono roku-nin (jap. バケモノ6人) - 485. Itsuka buri no meshi (jap. 五日ぶりの飯) - 486. Yonin-me no kyaku (jap. 4人目の客) - 487. Dai san no in (jap. 第三の印) - 488. Zutto futari de (jap. ずっと二人で) - 489. Yunibāsu wan (jap. ユニバースワン) - 490. Fearī Teiru Zero (jap. フェアリーテイル ZERØ) - 491. Haha to ko (jap. 母と子) |                      |                        |                      |                        |
| 58 | 17 listopada 2016    | ISBN 978-4-06-395804-1 | —                    |                        |
| Lista rozdziałów - 492. Ane to imōto (jap. 姉と妹) - 493. Shiroki doraguniru (jap. 白きドラグニル) - 494. Ashita e tsuzuku oka (jap. 明日へ続く丘) - 495. Harahettenda (jap. 腹減ってんだ) - 496. Susume!!!! (jap. 進め!!!!) - 497. Fuyu no madōshi (jap. 冬の魔導士) - 498. Gurei vs. Inberu (jap. グレイ vs. インベル) - 499. Gurei to Jubia (jap. グレイとジュビア) - 500. Honō to kōri (jap. 炎と氷) |                      |                        |                      |                        |
| 59 | 16 grudnia 2016      | ISBN 978-4-06-395831-7 | —                    |                        |
| Lista rozdziałów - 501. Marī to Randi (jap. マリーとランディ) - 502. Meibisu to Zēra (jap. メイビスとゼーラ) - 503. Saigo no mita kōkei (jap. 最後に見た光景) - 504. Kiretsu (jap. 亀裂) - 505. Kirifuda (jap. 切り札) - 506. Kowareta kizuna o (jap. 壊れた絆を) - 507. Koe (jap. 声) - 508. Kairaku to kutsū (jap. 快楽と苦痛) - 509. Kagura vs. Rākeido (jap. カグラ vs. ラーケイド) |                      |                        |                      |                        |
| 60 | 17 marca 2017        | ISBN 978-4-06-395897-3 | —                    |                        |
| Lista rozdziałów - 510. Natsu no kokoro (jap. ナツノココロ) - 511. Kūfuku jigoku (jap. 空腹地獄) - 512. Hakueiryū no sutingu (jap. 白影竜のスティング) - 513. Hanamaru (jap. 花マル) - 514. Ryū no tane (jap. 竜の種) - 515. I Am You...You Are Me - 516. Enchanto no shinri (jap. 付加の真理) - 517. Wendi Beruserion (jap. ウェンディ・ベルセリオン) - 518. Masutā Enchanto (jap. 極限付加術) |                      |                        |                      |                        |
| 61 | 17 maja 2017         | ISBN 978-4-06-395945-1 | —                    |                        |
| Lista rozdziałów - 519. Egao o misete (jap. 笑顔を見せて) - 520. Ryū ka akuma ka (jap. 竜か悪魔か) - 521. Saikyō no madōshi (jap. 最強の魔道士) - 522. Gurei no kirifuda (jap. グレイの切り札) - 523. Unmei wa moeteiru ka (jap. 運命は燃えているか) - 524. Kuroi mirai (jap. 黒い未来) - 525. Naze heika no ko wa aisarenakatta no ka (jap. なぜ陛下の子は愛されなかったのか) - 526. Boku no namae wa... (jap. ぼくのなまえは…) - 527. Jō (jap. 情) |                      |                        |                      |                        |
| 62 | 15 września 2017     | ISBN 978-4-06-510034-9 | —                    |                        |
| Lista rozdziałów - 528. Maryū (jap. 魔竜) - 529. Sensei (jap. 先生) - 530. Neo Ekuripusu (jap. ネオ・エクリプス) - 531. Tenma vs. Kokuryū (jap. 天馬 vs. 黒竜) - 532. Ai wa mō mienai (jap. 愛はもう見えない) - 533. Shiro madōshi Zerefu (jap. 白魔道士ゼレフ) - 534. Chikai no tobira (jap. 誓いの扉) - 535. Saikyō no chikara (jap. 最強の力) - 536. Araburu ryū no honō (jap. 荒ぶる竜の炎) |                      |                        |                      |                        |
| 63 | 26 grudnia 2017      | ISBN 978-1-63-236476-0 | —                    |                        |
| Lista rozdziałów - 537. Seimei no chikara (jap. 生命の力) - 538. Honō kieru toki (jap. 炎消える時) - 539. Sekai hōkai (jap. 世界崩壊) - 540. Chōwa (jap. 調和) - 541. Kibō no mahō (jap. 希望の魔法) - 542. Honnō (jap. 本能) - 543. Tsunagaru kokoro (jap. 繋がる心) - 544. You’re the King - 545. Kakegae no nai nakama-tachi (jap. かけがえのない仲間たち) |                      |                        |                      |                        |